# Aganocrossus plicatus
Aganocrossus plicatus är en skalbaggsart som beskrevs av S. Endrödi 1964. Aganocrossus plicatus ingår i släktet Aganocrossus och familjen Aphodiidae. Inga underarter finns listade i Catalogue of Life.